# Огоньки (Ленинградская область)
Огоньки́ (до 1948 — Линтула, фин. Lintula) — посёлок в Первомайском сельском поселении Выборгского района Ленинградской области.

## Название
Финское название деревни — Линтула в переводе означает Птичье (от lintu — птица).
По одним данным, в 1948 году решением исполкома Хаапальского сельсовета деревня Линтула была переименована в Огоньки.
По другим данным, деревня в 1948 году была переименована в Полигон и лишь в 1953 году сменила название на Огоньки.

## История

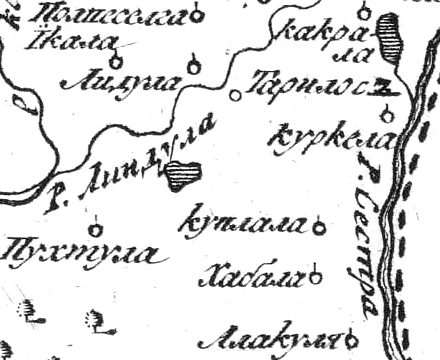
Деревня Линтула (Лидула) на русской карте 1745 года

С середины XVIII века в деревне Линтула располагалась загородная усадьба обер-гофмаршала Д. А. Шепелева.
В конце XIX века усадьбу приобрёл тайный советник Ф. П. Неронов и основал здесь женский православный монастырь. 10 августа 1896 года была официально открыта Свято-Троицкая Линтульская женская община, с 19 августа 1905 года получившая статус монастыря.

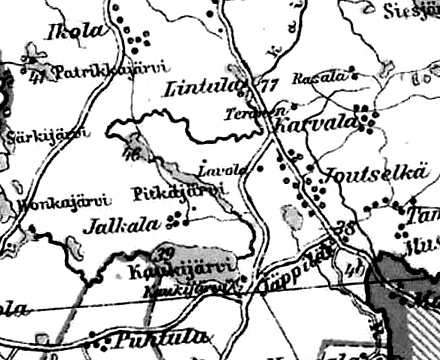
Деревня Линтула на финской карте 1923 года

До 1939 года деревня Линтула входила в состав волости Кивеннапа Выборгской губернии Финляндской республики. В деревне насчитывалось 8 дворов.
С 1 января 1940 года по 30 сентября 1948 года — в составе Хаапальского сельсовета Койвистовского района.
С 1 июля 1941 года по 31 мая 1944 года — финская оккупация.
С 1 октября 1948 года — в составе Ленинского сельсовета Приморского района.
С 1 января 1949 года учитывается административными данными как посёлок Полигон.
С 1 января 1953 года учитывается административными данными как посёлок Огоньки.
С 1 апреля 1954 года — в составе Рощинского сельсовета Рощинского района. В 1954 году население посёлка составляло 563 человека.
С 1 января 1959 года — в составе Первомайского сельсовета.
С 1 февраля 1963 года — в составе Выборгского района.
Согласно данным 1966, 1973 и 1990 годов посёлок Огоньки входил в состав Первомайского сельсовета.
В 1997 году в посёлке Огоньки Первомайской волости проживали 28 человек, в 2002 году — 39 человек (русские — 92 %).
В 2007 году в посёлке Огоньки Первомайского СП проживали 14 человек, в 2010 году — 23 человека.

## География
Посёлок расположен в южной части района на автодороге А181 (часть E 18) «Скандинавия» (Санкт-Петербург — Выборг — граница с Финляндией) в месте примыкания к ней автодороги 41К-181 (Огоньки — Стрельцово — Толоконниково).
Расстояние до административного центра поселения — 4 км.
Расстояние до ближайшей железнодорожной станции Рощино — 23 км.
Через посёлок протекает река Птичья. К северу от посёлка расположено озеро Затишье.

## Демография
| 1997 | 2007 | 2010 | 2017 | 2021 |
| ---- | ---- | ---- | ---- | ---- |
| 29   | ↘14  | ↗23  | →23  | ↗37  |

## Улицы
Мельничная, Монастырская, Птичий проезд, Птичья, Светлановская, Солнечная, Троицкая.